# بيبورت
بيبورت (بالإنجليزية: Bayport, Minnesota)‏ هي مدينة تقع في ولاية مينيسوتا في الولايات المتحدة. تبلغ مساحة هذه المدينة 4.53 (كم²)، وترتفع عن سطح البحر 216 م، بلغ عدد سكانها 3471 نسمة في عام 2010 حسب إحصاء مكتب تعداد الولايات المتحدة.

## التركيبة السكانية
قام مكتب تعداد الولايات المتحدة بتحديد بيانات التركيبة السكانية لبيبورتفي تعداد الولايات المتحدة. في ما يلي، التركيبة السكانية حسب تعدادي 2000 و2010.

### تعداد عام 2000
بلغ عدد سكان بيبورت 3,162 نسمة بحسب تعداد عام 2000، وبلغ عدد الأسر 763 أسرة وعدد العائلات 489 عائلة مقيمة في المدينة. في حين سجلت الكثافة السكانية 1,739.0 نسمة لكل ميل مربع (671.4/كم2). وبلغ عدد الوحدات السكنية 789 وحدة بمتوسط كثافة قدره 433.9 نسمة لكل ميل مربع (167.5/كم2).
وتوزع التركيب العرقي للمدينة بنسبة 72.93% من البيض و 4.46% من الأمريكيين الأصليين و 0.70% من الأمريكيين ذوي الأصول الآسيوية و 17.99% من الأمريكيين الأفارقة و 2.94% من عرقين مختلطين أو أكثر.
بلغ عدد الأسر 763 أسرة كانت نسبة 26.6% منها لديها أطفال تحت سن الثامنة عشر تعيش معهم، وبلغت نسبة الأزواج القاطنين مع بعضهم البعض 49.1% من أصل المجموع الكلي للأسر، ونسبة 9.7% من الأسر كان لديها معيلات من الإناث دون وجود شريك، وكانت نسبة 35.9% من غير العائلات. تألفت نسبة 31.1% من أصل جميع الأسر من أفراد ونسبة 15.1% كانوا يعيش معهم شخص وحيد يبلغ من العمر 65 عاماً فما فوق. وبلغ متوسط حجم الأسرة المعيشية 2.83، أما متوسط حجم العائلات فبلغ 2.28.
بلغ العمر الوسطي للسكان 35 عاماً. وكانت نسبة 12.3% من القاطنين تحت سن الثامنة عشر، وكانت نسبة 12.3% بين الثامنة عشر والأربعة وعشرون عاماً، ونسبة 47.3% كانت واقعةً في الفئة العمرية ما بين الخامسة والعشرون حتى والأربعة وأربعون عاماً، ونسبة 17.5% كانت ما بين الخامسة والأربعون حتى الرابعة والستون، ونسبة 10.5% كانت ضمن فئة الخامسة والستون عاماً فما فوق.
بلغ متوسط دخل الأسرة في المدينة 53,026 دولار، أما متوسط دخل العائلة فبلغ 62,917 دولار. وكان متوسط دخل الذكور 36,375 دولار مقابل 32,024 دولار للإناث. وسجل دخل الفرد الخاص بالمدينة 18,490 دولار. وكان من هؤلاء نسبة 5.5% تحت سن الثامنة عشر ونسبة 3.4% في الخامسة والستين من العمر وما فوق.

### تعداد عام 2010
بلغ عدد سكان بيبورت 3,471 نسمة بحسب تعداد عام 2010، وبلغ عدد الأسر 855 أسرة وعدد العائلات 502 عائلة مقيمة في المدينة. في حين سجلت الكثافة السكانية 1,983.4 نسمة لكل ميل مربع (765.8/كم2). وبلغ عدد الوحدات السكنية 912 وحدة بمتوسط كثافة قدره 521.1 لكل ميل مربع (201.2/كم2).
وتوزع التركيب العرقي للمدينة بنسبة 73.2% من البيض و 4.8% من الأمريكيين الأصليين و 1.5% من الأمريكيين ذوي الأصول الآسيوية و 19.1% من الأمريكيين الأفارقة و 1.2% من عرقين مختلطين أو أكثر.
بلغ عدد الأسر 855 أسرة كانت نسبة 25.6% منها لديها أطفال تحت سن الثامنة عشر تعيش معهم، وبلغت نسبة الأزواج القاطنين مع بعضهم البعض 44.9% من أصل المجموع الكلي للأسر، ونسبة 8.8% من الأسر كان لديها معيلات من الإناث دون وجود شريك، بينما كانت نسبة 5.0% من الأسر لديها معيلون من الذكور دون وجود شريكة وكانت نسبة 41.3% من غير العائلات. تألفت نسبة 34.4% من أصل جميع الأسر من أفراد ونسبة 17.7% كانوا يعيش معهم شخص وحيد يبلغ من العمر 65 عاماً فما فوق. وبلغ متوسط حجم الأسرة المعيشية 2.82، أما متوسط حجم العائلات فبلغ 2.20.
بلغ العمر الوسطي للسكان 36.9 عاماً. وكانت نسبة 11.3% من القاطنين تحت سن الثامنة عشر، وكانت نسبة 12.3% بين الثامنة عشر والأربعة وعشرون عاماً، ونسبة 40.9% كانت واقعةً في الفئة العمرية ما بين الخامسة والعشرون حتى والأربعة وأربعون عاماً، ونسبة 24.2% كانت ما بين الخامسة والأربعون حتى الرابعة والستون، ونسبة 11.4% كانت ضمن فئة الخامسة والستون عاماً فما فوق. وتوزع التركيب الجنسي للسكان بنسبة 72.4% ذكور و27.6% إناث.

## وصلات خارجية
- bayport.govoffice.com نسخة محفوظة 9 فبراير 2012 على موقع واي باك مشين.
- The US50 - Cities and Towns in Minnesota State